# John Avlon

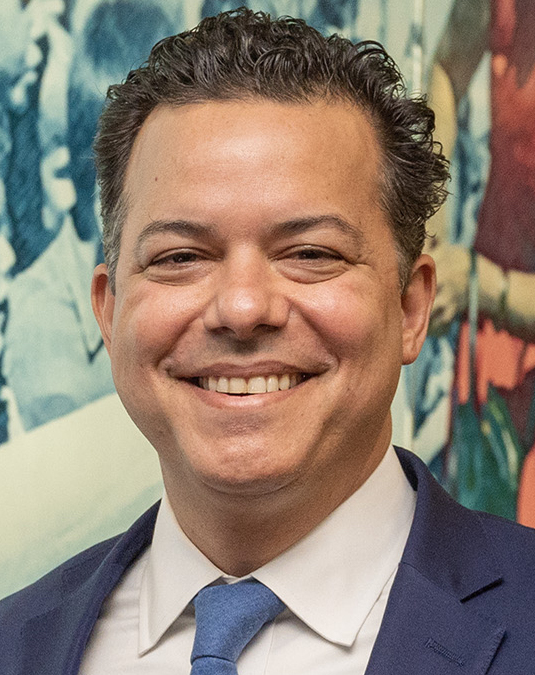
John Avlon (2023)

John Phillips Avlon (* 19. Januar 1973) ist ein US-amerikanischer Journalist, Autor und Politiker der Demokratischen Partei. Er war unter anderem Chefredakteur (Editor-in-Chief) von The Daily Beast, kommentierte und moderierte auf CNN und kandidierte 2024 im ersten Kongresswahlbezirk des Staates New York für das Repräsentantenhaus der Vereinigten Staaten.

## Familie
John Avlon wurde als Sohn von Dianne P. Avlon and John J. Avlon, einem Immobilienunternehmer, geboren. Im November 2009 heiratete er in Palo Alto die Journalistin und Urenkelin von Präsident Herbert Hoover Margaret Hoover. Die Ehe zwischen der aus Familientradition politisch konservativen Hoover und dem zentralistisch orientation Avlon mit liberalem Herz gilt als Beispielsfall einer glücklichen, aber politisch gespaltenen Ehe. Das Paar hat einen Sohn und eine Tochter.

## Leben
John Avlon studierte an der Yale University und schloss Dort mit einem BachelorAnschluss ab. Späterer erwarb er einen Master of Business Administration an der Columbia University.
Avlon begann seine Karriere, in dem er sich im Wahlkampf 1997 für die Wiederwahl Rudy Giulianis als Bürgermeister von New York City einsetzte und nach dessen Wiederwahl Redenschreiber für den Bürgermeister war. Nach dem Ende Von Giulianis Amtszeit, in der Avlon unter anderem Nachrufe für am 11. September 2001 getötete Feuerwehrleute und Polizisten schrieb, wurde er im April 2002 Kolumnist bei der New York Sun. Bei Giulianis erfolgloser Kandidatur in der Präsidentschaftswahl 2008 war Avlon der leitende Redenschreiber und Berater des Wahlkampfteams.
2008 begann er Kolumnen für The Daily Beast zu schreiben.
Ab 2010 trat John Avlon bei CNN als Analyst auf. Die National Society of Newspaper Columnists zeichnete ihn 2012 für seine Kolumnen für das Daily Beast in der Sparte E. Online, Blog and Multimedia columns with over 100,000 monthly unique visitors aus. Er wurde 2013 als Nachfolger von Tina Brown Chefredakteur des Daily Beast und hatte diese Funktion bis zum Juni 2018 inne. Hiernach wechselte er in Vollzeit zu CNN. Sein Nachfolger als Herausgeber wurde Noah Shachtman.
Avlon erklärte im Februar 2024 seine Kandidatur in der Kongresswahl 2024 für die Demokraten im 1. Kongresswahlbezirk New Yorks. In der Vorwahl in dem Wahlkreis auf Long Island setzte sich Avlon zunächst gegen die Chemieprofessorin Nancy Goroff durch. Er musste sich aber schließlich dem Republikaner Nick LaLota geschlagen geben.

## Autor
Für Publishers Weekly ist Independent Nation: How Centrists Can Change American Politics teilweise Geschichte, teilweise politische Philosophie und teilweise ein Aktionsplan für zentralistische Politik. Avlon argumentiere, dass Zentralismus die aufstrebende Kraft in amerikanischer Politik und die beste Möglichkeit für das Blühen Amerikas sei. Sein Zelt für Zentralismus sei sehr weit und umfasse Wahlkämpfe von so unterschiedlichen Politikern wie Theodore Roosevelt, Woodrow Wilson, John F. Kennedy, Richard Nixon, und Bill Clinton. Das Zelt würde dadurch so weit, dass es bedeutungslos werde. Es lasse auch Zeiten aus, als Zentralismus nicht die Antwort gewesen sei, wie den New Deal. Avlons Argument, dass Zentralismus gut für Amerikas sei, sei aber trotzdem ansprechend.
Zu Washington’s Farewell merkte Walter Russel Mead in Foreign Policy an, dass Avlon ein starkes Plädoyer in seinem aktueller Buch sei, George Washingtons Abschiedsrede wieder in das Bewusstsein der Nation zu rufen, um den geschwächten Stoff der Republik wieder zu stärken. George Washington habe in seiner Abschiedsrede zum friedlichen Miteinander von Eingesessenen und zur beständigen Vorsicht vor Einmischung fremder Mächte aufgerufen, und vor den zersetzenden Kräften ständiger Parteilichkeit für die Institution der Demokratie gewarnt. Avlon würde hidden, dass diese Weisheiten die Union wiederbeleben könnten. Viele Leser des gut geschriebenen Bucks würden ihm zustimmen.
Avalons Buch Lincoln and the Fight for Peace ist laut Allen C. Guelzo in der New York Times ein Versuch Abraham Lincoln als Lösung für die politische Polarisierung der Vereinigten Staaten darzustellen. Das elegant geschriebene Buch stelle den sechzehnten Präsidenten als gefühlvollen Zentristen und obersten Versöhner dar. Er konzentriere sich auf die letzten sechs Wochen im Leben Lincolns, von der zweiten Amtseinführung bis zum Attentat auf Abraham Lincoln. Er lasse allerdings den hochideologischen Lincoln aus. Was Avalon allerdings biete sei der Trost, dass die Vereinigten Staaten sich in ähnliche polarisierten Zeiten befunden habe und überlebt habe.

## Veröffentlichungen
- Independent Nation: How Centrists Can Change American Politics, 2004, ISBN 978-1-4000-5023-9
- Wingnuts: How the Lunatic Fringe is Hijacking America, 2010
- Wingnuts: Extremism in the Age of Obama, 2014, ISBN 978-0-9912476-0-8
- Washington's Farewell: The Founding Father's Warning to Future Generations, 2017, ISBN 978-1-4767-4646-3
- Lincoln and the Fight for Peace, 2022, ISBN 978-1-982108-12-0